# 顧儒基
顧儒基（?—?），江蘇省通州直隸州人，清朝政治人物、同進士出身。
光緒九年（1883年），参加癸未科殿試，登進士三甲94名。同年五月，著以内阁中书。